# Lilla Bogskär
Lilla Bogskär är en ö i Åland (Finland). Den ligger i Skärgårdshavet och i kommunen Sottunga i landskapet Åland, i den sydvästra delen av landet. Ön ligger omkring 54 kilometer öster om Mariehamn och omkring 220 kilometer väster om Helsingfors.
Öns area är 4,8 hektar och dess största längd är 350 meter i nord-sydlig riktning.